# Saturday morning LOMI LOMI
SATURDAY MORNING LOMILOMI（サタデー・モーニング・ロミロミ）は、静岡エフエム放送（K-mix）で毎週土曜日に放送されているラジオ番組である。

## 概要
ハワイ・ワイキキのホテル「ハイアットリージェンシー・ワイキキ・リゾート&スパ」の「エヴァタワー」3階に設置されているスタジオ・リムのサテライトスタジオで、現地時間の毎週木曜日11:00から公開収録が行われる。
放送は概ね収録から2 - 3週間後である。
「Haiian Tips」のコーナーでは、ハワイのローカルな情報などが届けられる他、パーソナリティの飯島寛子とペレ・レイコ(レイコ・T・ロジャース)のリラックスしたトークによって番組が進行する。
この他、ゲストを招いての放送が行われる他、スタジオを訪れたリスナーが出演する事もある。「K-MIX 2ストライク1ボール」のパーソナリティ廣木弓子が夏休みでハワイを訪れていた際に、番組にゲスト出演した事がある。
放送開始以来一時間枠であったが、「西岡健吾のサタプリ!」放送開始に伴い2018年10月6日より放送時間が短縮、30分番組となった。その後「西岡健吾のサタプリ!」の放送時間枠の移動によって、2019年4月6日放送から再び一時間枠に戻った。放送時間短縮の際には、リスナーから放送時間短縮を惜しむ声や不満を訴える声が番組のみならずパーソナリティーのSNS等に多数寄せられていた。
番組の放送開始以来、長らくジョージア(日本コカ・コーラ)が番組の冠スポンサーであったが、2021年の秋をもって冠スポンサーを離れている。

## 放送時間
現在
2020年3月現在。
- 毎週土曜日 7:00 - 8:00

## 出演者
- - 2006年9月
NOBBY池田、ユキ・ハタ ※ユキ・ハタの番組降板後は、Studio Rimの他のパーソナリティが暫く交代で番組に登場していた。ユキ・ハタの声は降板後も番組の提供ジングルで聴く事ができた。
- 2006年10月 - 2008年3月
NOBBY池田、柴田玲
- 2008年4月 - 2010年9月25日
SARAH、レイコ・Ｔ・ロジャース
- 2010年10月2日 - 
飯島寛子、レイコ・Ｔ・ロジャース